# SN 2004gq
SN 2004gq – supernowa typu Ib odkryta 21 grudnia 2004 roku w galaktyce NGC 1832. Jej maksymalna jasność wynosiła 15,32m.